# Oligomery
Oligomery – związki chemiczne utworzone z niewielkiej liczby powtarzających się fragmentów (z greckiego ολιγος lub oligos – kilka) zwanych merami. Mają właściwości pośrednie między związkami niskocząsteczkowymi, a wielkocząsteczkowymi.
Pierwotnie termin ten oznaczał związki zbudowane z 3–6 merów i został wprowadzony w chemii cukrów roku 1930.
Granica między oligomerami a polimerami jest bardzo płynna. W praktyce przyjmuje się, że oligomerem jest związek, który nie ma jeszcze w pełni wykształconych cech fizycznych (np. temperatury topnienia, lepkości itp.) charakterystycznych dla "prawdziwego" polimeru zbudowanego z tych samych merów. W większości przypadków masowo stosowanych tworzyw syntetycznych (np. polietylenu) graniczną liczbą merów przy której związek zaczyna mieć już typowe cechy użytkowe polimeru jest ok. 100. Dalszy wzrost stopnia polimeryzacji nie ma już dużego wpływu na własności fizyczne polimerów, aczkolwiek jest on wciąż zauważalny.
W chemii polimerów oligomery bywają określane także jako m.in. pleinomery, żywice syntetyczne, polimery niskocząsteczkowe lub makromery, co nie jest zalecane ze względu na niejednoznaczność nomenklaturową.
Oligomery są zwykle produktami ubocznymi procesów polimeryzacji i często usuwa się je z końcowego produktu, gdyż "psują" one jego własności fizyczne. Niektóre oligomery produkuje się jednak celowo, czasami po to aby je dalej przetworzyć (tzw. makromonomery), a czasami mają one same z siebie interesujące własności użytkowe i są stosowane jako dodatki do farb, substancje zagęszczające, oleje hydrauliczne a nawet dodatki do kosmetyków.
Oligomery o małej liczbie merów (zwykle do dziesięciu, rzadziej do kilkunastu–kilkudziesięciu) nazywa się dodając do słowa mer, greckie liczebniki (di-, tri-, tetra-), np. dimery, trimery, tetramery itd.
Oligomery mogą mieć budowę liniową, cykliczną lub oligocykliczną. Wiele oligomerów cyklicznych powstaje w określonych warunkach spontanicznie. Np. formaldehyd pozostawiony na dłużej w temperaturze pokojowej ulega spontanicznej trimeryzacji do trioksanu:
Wiele oligomerów cyklicznych jest zdolna do dalszej polimeryzacji poprzez otwarcie pierścienia. Np. wcześniej wspomniany trioksan łatwo polimeryzuje do odpowiedniego polieteru – polioksymetylenu (POM), który jest tworzywem konstrukcyjnym o bardzo dobrych własnościach mechanicznych. Innymi przykładem oligomerów cyklicznych, z których otrzymuje się polimery są: cyklosiloksany, substraty do syntezy silikonów.

## Oligomery w chemii bioorganicznej
Biocząsteczki takie jak oligonukleotydy, oligosacharydy czy oligopeptydy zbudowane są jednostek (merów) nieidentycznych, odpowiednio nukleotydów, cukrów i aminokwasów.
Przykłady:
- oligopeptydy: glutation, gramicydyna, angiotensyna
- oligosacharydy: glikoproteiny, glikolipidy, sacharoza, rafinoza
- oligonukleotydy: fragmenty Okazaki